# Westernohe
Westernohe est une municipalité de la Verbandsgemeinde de Rennerod, dans l'arrondissement de Westerwald, en Rhénanie-Palatinat, dans l'ouest de l'Allemagne.